# Feel Good Time
Feel Good Time – singel Pink i Williama Ørbita znajdujący się na ścieżce dźwiękowej do filmu Aniołki Charliego: Zawrotna szybkość (2003). Został wydany w lipcu 2003 roku poza granicami Stanów Zjednoczonych. Użyto w nim sample z piosenki zespołu Spirit pt. „Fresh-Garbage”. W roku 2004 „Feel Good Time” nominowano do nagrody Grammy w kategorii najlepsza współpraca popowa (wokal).